# 司馬粹
司马粹（?—?），字茂弘，西晋宗室，司马懿之孙，汝南文成王司马亮长子。
司马亮有五个儿子：司马粹、司马矩、司马羕、司马宗、司馬熙。只有司马粹在司马亮之前去世，没有子嗣，其弟司马矩成为世子。司马亮是八王之乱时死的第一个王，司马矩同时死难。司马粹因为早死，免于被诛杀。西晋灭亡后五马渡江中的三人为司马亮后裔，即西阳王司马羕、南顿王司马宗和司马矩的儿子司马祐。另外二人是司马亮弟弟司马伷的孙子琅邪王司马睿，和司马亮叔父司马馗的玄孙彭城王司马雄。